# 上高地 (小惑星)
上高地（かみこうち、21250 Kamikouchi）は小惑星帯に位置する小惑星。
入間市のアマチュア天文家、佐藤直人により発見された。
長野県の自然景勝地で、国の特別名勝・特別天然記念物である上高地にちなんで命名された。